# Luis Ortega Bru
Luis Ortega Bru (San Roque, Cádiz, 16 de septiembre de 1916-Sevilla, 21 de noviembre de 1982) fue un imaginero y escultor español.

## Biografía
Su padre, Ángel Ortega, alfarero y militante de la CNT natural de Cortegana (Huelva), influyó bastante para que Luis Ortega Bru aprendiera desde pequeño a modelar el barro. Así lo reconocería el propio artista al decir que "sus principios fueron la alfarería y la cerámica".
En el año 1931, estudia escultura en la escuela de Artes y Oficios de la Línea de la Concepción, y en 1934 recibe clases de dibujo con el maestro y poeta de San Roque, José Domingo de Mena. La Guerra Civil marcó su trayectoria: su madre, Carmen Bru Casado, fue asesinada durante la contienda —su cuerpo jamás fue encontrado— junto a Antonia Martín, mujer del entonces alcalde de Tarifa Amador Mora, mientras que su padre fue fusilado el 22 de diciembre de 1939, ya terminada la guerra. El propio Ortega Bru, que también militó en el bando republicano, fue condenado en 1940 a tres años de prisión por un delito de «auxilio a la rebelión». Pasó por tres campos de concentración (la Aurora en Málaga, Ronda y luego a Rota), después ejecutó trabajos forzados en el batallón 211 y fue finalmente encarcelado en el Puerto de Santa María. En 1941, se le abre causa por la Ley de Responsabilidades Políticas y es expropiado el patrimonio familiar.
Tras su salida del presidió, Ortega Bru retomó su vocación. Fruto de ello, en 1943 consiguió el primer premio del certamen de escultura de Cádiz con su obra “Los Titanes”. En el año 1944 se trasladó a Sevilla, matriculándose en la Escuela de Artes Aplicadas, siendo su maestro Juan L. Vasallo. En esta ciudad comienza su brillante carrera artística, realizando algunos conjuntos y misterios para su semana santa, si bien la producción sacra de Ortega Bru sólo representa a lo largo de su carrera el 40 por ciento de su prolífica y extraordinaria producción.  En 1949 expuso por primera vez en Sevilla en la sala Hernal. En 1952 recibió el primer premio nacional de Escultura por "la Piedad". En 1953 culminó el misterio de Santa Marta por cuya realización recibió la Encomienda de Alfonso X El Sabio, declarándose la obra de interés nacional. En 1954 expuso por segunda vez en Sevilla, en la galería Cubiles. En 1955 se trasladó a Madrid como maestro escultor de los Talleres de Arte Granda donde desarrolló su trabajo al menos hasta 1958, llegando a exponer en la Biblioteca Nacional de Madrid. El escultor también estuvo trabajando para los Estudios Cinematográficos Bronson, tallando esculturas de canon clásico y diseñando decorados para sus películas. En 1961 abrió su primer estudio-taller en la madrileña calle de Gustavo Fernández Balbuena, donde realizó obras para toda la geografía española. Este mismo año consiguió el Premio de Escultura al aire libre organizado por el Club Urbis de Madrid. En 1964 expuso en la sala Álvarez y Carbajo de Madrid. En 1965 concursó en el Primer certamen Internacional de Escultura de Bruselas, donde recibió una mención. También ese año recibió la Primera Medalla de la Exposición de Otoño en Madrid con su obra “La Piedad”. En 1966 regresó a Sevilla, para exponer en la Sala Florencia. En 1967 comenzó a trabajar para la Semana Santa jerezana. En 1969 expuso en la Sala Cultural de la Caja de Ahorros de Jerez de la Frontera y en la sala Zeros de Madrid. En 1971 el pleno del Ayuntamiento de San Roque acordó otorgarle el nombre del escultor a una de las calles de la localidad. Tras su estancia en Jerez de la Frontera, en 1972 regresó a Madrid, donde cambió de domicilio a la calle O'Donnell, 1, y estableció su nuevo taller en la calle Prat, 42. En 1978 regresó definitivamente a Sevilla, donde fue acogido en los talleres de Guzmán Bejarano residiendo en principio en la calle Santa Ana y posteriormente en la calle Teodosio. En 1979 trasladó su residencia a la sevillana Plaza del Pumarejo y abrió un nuevo taller en la calle Castellar, 52, donde volverá a realizar nuevos trabajos para su semana santa, como el apostolado de la santa cena, así como para otras ciudades limítrofes como Jerez de la Frontera o Málaga. El 21 de noviembre de 1982 falleció en su casa de la plaza del Pumarejo. Como honores póstumos, en 1983  recibe el nombre del escultor una Plaza de la Barriada de San Carlos, en el Distrito IX de Sevilla y es nombrado socio de honor del Casino de Recreo de San Roque, localidad donde también es nombrado Hijo Predilecto. San Roque alberga actualmente el Museo de tan insigne escultor. 
Luis Ortega Bru está considerado uno de los más brillantes escultores españoles del siglo XX. Hay que destacar también sus obras pictóricas, poco conocidas pero de gran interés artístico, con una marcada influencia en los acontecimientos vividos durante la Guerra Civil.

## Principales obras

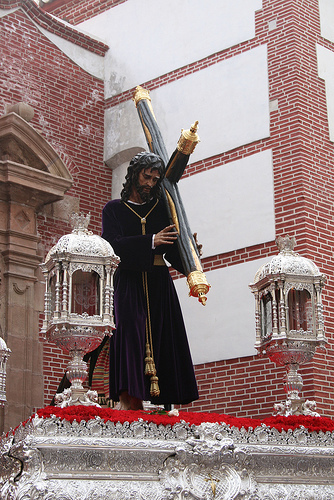
Jesús de la Pasión de Málaga

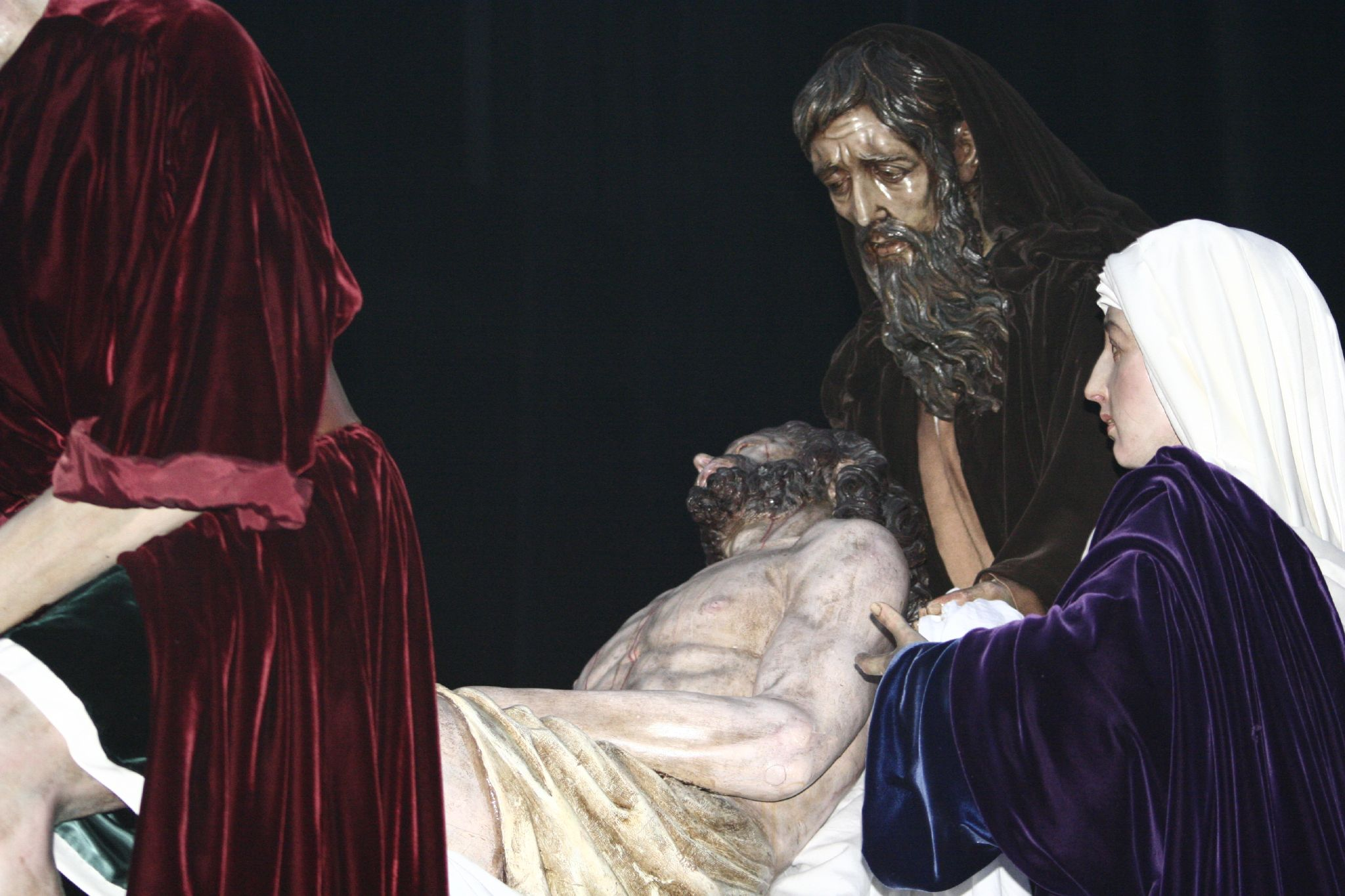
Misterio de la Hdad. de Santa Marta de Sevilla.

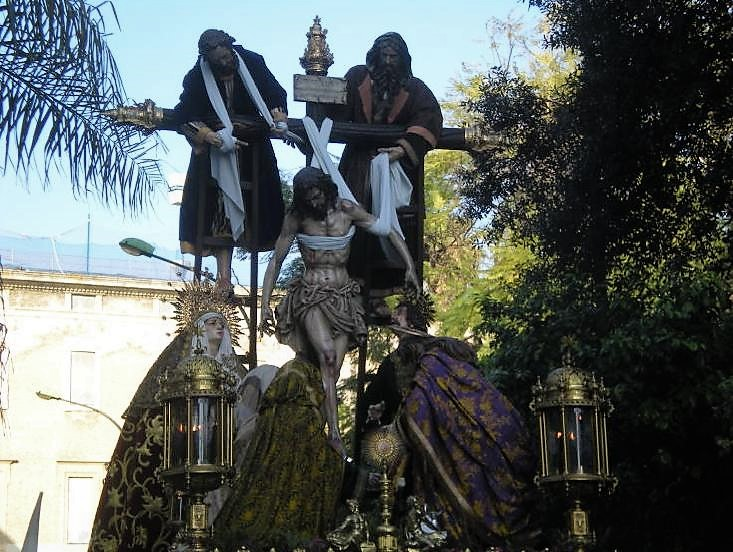
Conjunto escultórico del Descendimiento de nuestro Señor de Málaga.

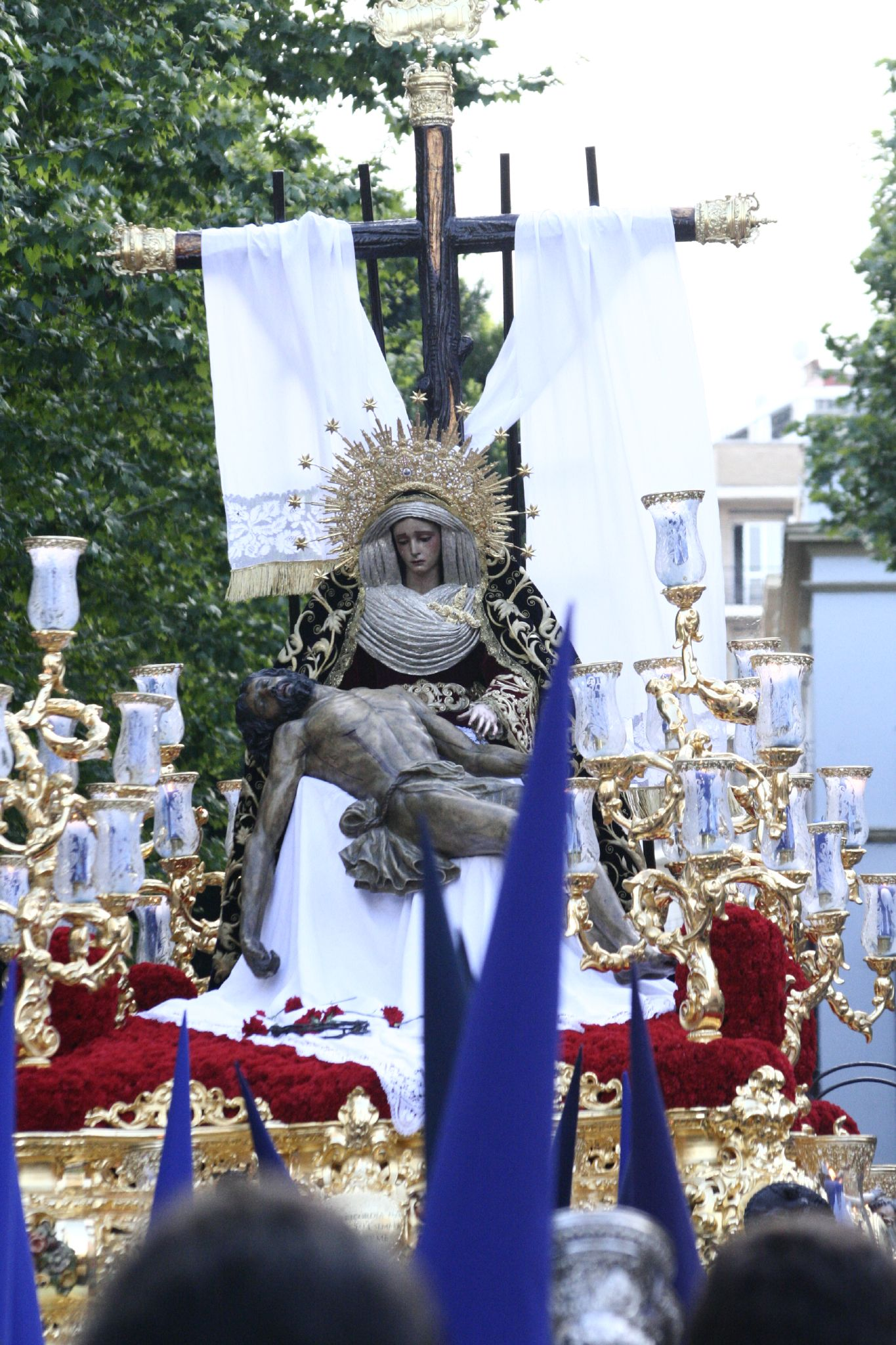
Cristo de la Misericordia de la Hdad. del Baratillo de Sevilla.

### Alicante
- Cristo de la Fe (conocido popularmente como "El Gitano") Hermandad de la Santa Cruz.
- Colaboración en el misterio de la Santa Cena.

### Almería
- Talla de Santiago (1955-1958), que preside el retablo mayor de la iglesia de Santiago.

### Burgos
- Inmaculada y crucificado del monasterio de las Bernardas.

### Cádiz
- Medallones del paso de misterio del Cristo de las Aguas.
- Cristo del Perdón: La imagen del Cristo (en madera de cedro), la Virgen y San Juan, todos de 1981. Las figuras que adornan el canasto también son del imaginero.
- Las imágenes de las capillas del paso de Nuestro Padre Jesús Nazareno del Amor y los ángeles mancebos. Ángeles mancebos de las esquinas del misterio de la Expiración.

### Manzanares (Ciudad Real)
- Virgen de la Esperanza (1955) encargada a semejanza de la Esperanza Macarena de Sevilla.
- Cristo de la Vera Cruz (1957) similar al de la Salud de la Hermandad sevillana de Monte-Sion.
- San Juan Evangelista (1961).
- Retablo del Altar Mayor de la ermita de la Vera Cruz (1968) de Manzanares.
- Cristo en la Columna y sayones (1971) tallados por el escultor en la propia ciudad.
- María Consoladora de Afligidos (1976) se inspiró para tallarla en una de sus hijas.
- Retablo de la Ermita de la Vera Cruz (1962).

### Córdoba
- Nuestro Padre Jesús del Silencio, también de sus últimas obras, se realizó en 1982 para una agrupación gaditana, la cual cedió la imagen a la Hermandad del Amor.

### Rute (Córdoba)
- Añade nuevo cuerpo completo en 1978 a la imagen de Ntra. Señora del Carmen, Patrona de la localidad de Rute.

### Huelva
- Imágenes del misterio de la Oración en el Huerto. En 1976 realizó San Juan y Santiago y en 1977 San Pedro y el Cristo.
- Imagen de Nuestra Señora de los Dolores en 1968, dolorosa de la Cofradía del Santísimo Cristo de la Salud y Nuestra Señora de los Dolores de Lepe (Huelva).

### Jerez de la Frontera
- Hermandad de la Cena: Paso de misterio de la Cena, realizado, aunque no en su totalidad. El Señor de la Cena (1967), San Mateo, San Bartolomé, Santiago el Menor, Santiago el Mayor, San Pedro, San Juan y Judas Iscariote (cuatro de 1969 y tres de 1975).
- El Descendimiento, realizado en 1957 para la Hermandad de la Soledad. Obra realizada como encargo a los talleres de Arte Granda de Madrid y que fue expuesta en la Biblioteca Nacional en 1958[3]
- Cartelas y decoración del paso del Descendimiento.
- Ángeles del misterio del Prendimiento.
- Misterio de la Resurrección (Obra inconclusa que se encuentra actualmente en el Museo Ortega Bru de San Roque).

### La Línea de la Concepción
- Inmaculada Concepción de 1954, patrona de la ciudad.
- María Santísima de la Esperanza de 1950, venerada en la parroquia de San Bernardo Abad de la ciudad. Se trata de una de las imágenes más veneradas y esperadas de la Semana Santa Linense. Tras un incendio provocado por un guarda brisas el día 28 de mayo de 2022 quedó dañada gravemente.
- Conjunto escultórico de la Hermandad del Santísimo Cristo de las Almas y Nuestra Señora de las Angustias en 1954. La imagen es una auténtica obra de arte catalogada entre lo mejor del arte cofradiero. Se trata de una de las mejores obras del escultor.
- Crucificado de San Pedro de 1959, venerado en la parroquia de San Pedro Apóstol.

### Lepe
- Virgen de los Dolores (1967),[4] que reside en la iglesia parroquial de Santo Domingo de Guzmán.

### Linares
- La Columna: talla de Nuestro Padre Jesús de la Columna, cuando estaba hecha la cabeza y una pequeña parte del cuerpo, Bru falleció repentinamente y fue terminado por uno de sus discípulos, Juan Antonio Ventura.

### Málaga
- Nuestro Padre Jesús de la Pasión (1977) para la Archicofradía de la Pasión y restauración de María Santísima del Amor Doloroso en el mismo año.
- Cristo del Descendimiento (1977-78) para la Hermandad del Descendimiento.

### El Puerto de Santa María
- Ángel de la Cofradía de la Sagrada Oración en el Huerto.
- Virgen del Rosario de la Cofradía de Afligidos.
- Apóstol Santiago de la Cofradía de la Sagrada Oración en el Huerto.

### Quintanar del Rey (Cuenca)
- Cristo de la Fe.

### Rota (Cádiz)
- Nuestro Padre Jesús de la Salud en sus tres caídas (1964).

### San Roque
- La Piedad. Museo de Ortega bru, imagen sin culto.
- Cristo de la Buena Muerte.
- Virgen de los Dolores (Estación de San Roque). Actualmente una de las vírgenes con la cara más fina y suave hecha por el imaginero, junto con María de Cleofas de Sevilla,ya que la segunda es una réplica de la primera.
- San Bernardo (Estación de San Roque), catalogado como autorretrato del imaginero, tallado en madera de cedro en 1962 en su taller sevillano, junto con la piedad una de sus mejores obras en el espacio cofrade.

### Sevilla
- Andas del misterio de la Hermandad del Dulce Nombre (1945).
- Cristo de la Misericordia y simpecado de la Hermandad del Baratillo (1950).
- Misterio de la Hermandad de Santa Marta (1953), así como los ángeles mancebos ceriferarios y los relieves del misterio. Para el relieve se inspiró en la escena de la Piedad de la catedral de Florencia.
- Jesús del Soberano Poder (1975), Caifás (1976) y Nuestra Señora de la Salud (1977) para la Hermandad de San Gonzalo; también diseñó los llamadores de los dos pasos de la hermandad, así como las imágenes de la Virgen, arcángeles y ángeles de los varales del palio de la Virgen, realizados en madera en 1978.
- Cristo de la Salud de la Hermandad de Monte-Sion y la restauración del ángel de esta misma hermandad, al que le labró en 1955 las alas y nube.
- El Apostolado de la Hermandad de la Cena, realizado entre 1975 y 1982.
- Restauración de la Virgen del Mayor Dolor y Traspaso de la Hermandad del Gran Poder en 1979.
- Cartelas y decoración del misterio de la Hermandad de la Estrella.
- Medallones y Ángeles del Paso de Misterio de la Hermandad de la Macarena.

## Homenajes
- Conferencia sobre su obra en 2020.[5]